# Gehyra fenestra
Gehyra fenestra là một loài thằn lằn trong họ Gekkonidae. Loài này được Mitchell mô tả khoa học đầu tiên năm 1965.